# Claude Leron
Claude Leron, eigentlich Claude Daniel Lerognon (* 1944), ist ein ehemaliger französischer Catcher bzw. Wrestler. Er verbrachte seine Kindheit in Ribeauvillé. Im Jahr 1977 wurde er Europameister im Schwergewicht. 
Leron entdeckte das Catchen nach einem abgebrochenen Jurastudium über den Judosport. Von 1964 an wurde Leron von Luc Straub, dem Europameister im Halbschwergewicht, trainiert. Zu Beginn seiner Karriere ein Athlet von 95 kg, erreichte er während seiner Laufbahn 115 kg. Im Jahr 1973 belegte er beim in Hamburg vom Verband Deutscher Berufsringer ausgetragenen Welt-Cup den zweiten Platz. Im Jahr 1977, ebenfalls in Hamburg, errang Claude Leron mit dem Gewinn des Catch-Europameistertitels im Schwergewicht seinen größten Erfolg. Den Siegerkranz überreichte ihm damals der deutsche Regisseur Jürgen Roland.
Unter dem Pseudonym Leronix bildete Leron ein Team mit Patonix und ging mit ihm von 1974 bis 1975 auf Tournee in Amerika. Er bildete zeitweise ebenso ein Team mit dem 122 kg schweren Gil Voiney, einem bekannten internationalen Kämpfer, und reiste mit ihm wiederholt um die Welt.